# Xixianykus
Xixianykus is een geslacht van theropode dinosauriërs, behorend tot de groep van de Alvarezsauridae, dat tijdens het late Krijt leefde in het gebied van het huidige China.

## Naamgeving en vondst
De typesoort Xixianykus zhangi is in 2010 benoemd en beschreven door Xu Xing e.a. De geslachtsnaam verwijst naar het district Xixia en verbindt de naam hiervan met een afleiding van het Klassiek Griekse onyx, "klauw", een gebruikelijk element in de namen van Alvarezsauridae sinds Mononykus. De soortaanduiding eert Zhang Xingliao.
Het fossiel, holotype XMDFEC V0011, is gevonden in de provincie Henan in de Majiacunformatie van de Zhoujiagou, lagen uit het Santonien-Coniacien die ongeveer 85 miljoen jaar oud zijn. Het bestaat uit een gedeeltelijk skelet zonder schedel. Delen van de achterpoten, het bekken en de ruggengraat zijn bewaard gebleven.

## Beschrijving
Xixianykus was een klein dier met een lengte van een halve meter en een heuphoogte van twintig centimeter. Met uitzondering van de vogels was het een van de kleinste bekende dinosauriërs. Als unieke eigenschappen van de soort, autapomorfieën, zijn aangegeven: in het bekken zijn de sacrale ribben en de werveluitsteeksels vergroeid tot beenplaten, aan beide zijden een voorste en achterste; boven de dijbeenkop bevindt zich een opvallende groeve op de zijkant van het darmbeen; onderaan de achterkant van de schacht van het schaambeen bevindt zich een korte richel; bovenaan de zijkant van het darmbeen is een opvallende uitholling; op de achterkant van het darmbeen is een scherpe groeve; aan de onderkant van het dijbeen loopt het buitenste peeskanaal ver langs de schacht omhoog met een scherpe zijrand; de bovenste aanhechtingskam op het scheenbeen is smal en voor de onderste helft een scherpe nauwe richel; de onderkant van de zijkant van de tibiotarsus verwijdt zich in een plotse rechte hoek; het kuitbeen draait bovenaan naar binnen om een lang aanhechtingsvlak te vormen met het scheenbeen; de tarsi en de middenvoetsbeenderen zijn vergroeid tot een tarsometatarsus; aan de onderkant van het vierde middenvoetsbeen heeft de binnenrand vooraan een scherpe verbreding. Het dijbeen heeft een lengte van 70,1 millimeter. De sacrale wervels vormen samen een vergroeid synsacrum.

## Fylogenie

Een vergelijking in grootte met een huiskat

De beschrijvers plaatsten Xixianykus na een kladistische analyse basaal in de Parvicursorinae. Het is de eerste parvicursorine die zuidelijker in Azië is aangetroffen.

## Levenswijze
Xixianykus was vermoedelijk een warmbloedige bevederde insecteneter. De beschrijvers zien de eigenschappen van het bekken en de achterpoten, vooral de verstevigingen die extreem zijn voor zulk een kleine vorm en de relatief zeer lange benen gecombineerd met korte dijbenen, als aanpassingen aan een rennende levenswijze. Dat vergrote renvermogen kan gebruikt zijn om te ontsnappen aan roofdieren maar ook voor een hogere efficiëntie tijdens het bewegen tussen verschillende voedselbronnen.